# Lucas Bueno
Lucas Bueno (Campillo de Aragón, 1600/1610 – Malta, 7 settembre 1668) è stato un vescovo cattolico spagnolo, vescovo di Malta dal 1666 al 1668.

## Biografia
Appartenne al Sovrano Militare Ordine di Malta.
Bueno fu nominato arcivescovo titolare di Tessalonica il 15 settembre 1664. Il 15 dicembre 1666 fu eletto vescovo di Malta, dopo 3 anni di sede vacante.
L'inquisitore Ranuzzi scrisse che Bueno era noto per i suoi modi gentili e che morì dopo circa due anni di episcopato.